# La ragazza dagli occhi d'oro
La ragazza dagli occhi d'oro (titolo orig. La Fille aux yeux d'or) è una novella di Honoré de Balzac apparsa nel 1835, terza parte della Storia dei tredici, che raggruppa anche Ferragus, La duchessa di Langeais. L'insieme fa parte delle "Scene della vita parigina. Studi di costume" de La Commedia umana. Nel 1841, l'autore dedicò quest'opera a Eugène Delacroix; secondo l'interpretazione di Albert Béguin, Balzac voleva competere con lui, ossia esprimere attraverso il linguaggio ciò che i pittori dicono col colore.

## Trama
La novella inizia con una lunga descrizione della città di Parigi e dei costumi dei parigini.
Il conte Henry de Marsay, figlio naturale di Lord Dudley ed educato dall'abate de Maronis, è un dandy agguerrito il quale con la sua forza e capacità innate sembra riuscir a piegare chiunque al proprio volere. La storia ha inizio quando Marsay incontra per la prima volta Paquita Valdes, una "ragazza dagli occhi dorati", durante una passeggiata. Questa creatura misteriosa e d'una bellezza realmente eccezionale attira subitaneamente l'attenzione del conte.
La ragazza vive sotto il costante controllo della governante ed è pressoché rinchiusa nel suo palazzo; infatti non esce mai sola e non riceve nessuno. Per l'annoiato conte, la conquista della fanciulla è una sorta di sfida e quindi da allora in poi cercherà di far di tutto per riuscire a conquistarla; con l'aiuto di Ferragus e del marchese di Ronquerolles spera di arrivare a sedurre la giovane. Ma è proprio il fedele servo di quest'ultima a contattarlo per organizzare un incontro con la fanciulla.
La prima volta, il giovane riesce a incontrare Paquita in gran segreto nella casa di sua madre. Successivamente si incontrano altre due volte, con molte precauzioni, nella stanza di Paquita. Ma quando Henry è al culmine della passione, quando parlano di fuggire insieme, magari in Asia, Paquita invoca il nome di una donna. Il giovane diviene furioso e medita vendetta. Chiede quindi aiuto alla banda dei tredici, tra i quali c'è Ferragus.
Quando fanno irruzione nella casa di Paquita la trovano morente di fronte alla marchesa di San-Real, sorellastra di Marsay, la quale è follemente innamorata di lei nonché estremamente gelosa e possessiva, ed è proprio la gelosia che l'ha spinta ad ucciderla. Ma quando si rende conto che Paquita l'ha tradita con il suo fratellastro, la marchesa si pente e decide di tornare in Spagna per entrare in un convento di los Dolores.
Nelle ultime righe del racconto Marsay dice ridendo ad un amico che la ragazza è morta di tisi.

## Incipit
Uno degli spettacoli più spaventosi che esistano sulla faccia della terra è senza dubbio l'aspetto dei parigini, gente smunta, gialla, terrea, orribile. Che cos'è Parigi se non un vasto campo scosso senza tregua da una tempesta di interessi, sotto cui turbina una messe di uomini che la morte falcia più che in qualsiasi altro luogo della terra e che rinasce sempre più fitta? I loro visi tesi e contratti sprigionano da tutti i pori lo spirito, i desideri, i veleni che riempiono i loro cervelli; non son visi quelli, ma maschere: maschere di debolezza, di forza, di miseria, di gioia e di ipocrisia, estenuate e segnate dal marchio indelebile di un'ansiosa avidità. Che voglion dunque essi: oro o piacere!

## Finale
Otto giorni dopo Paolo de Manerville incontrò Enrico alle Tuileries, sulla Terrazza dei Foglianti.
 «Ebbene, ribaldo, che ne è della nostra bella ragazza dagli occhi d'oro?» 
 «È morta.» 
 «Di che?» 
 «Di etisia.»

## Temi affrontati
Balzac descrive audacemente la passione amorosa tra donne, cosa che quasi nessun romanziere fino a quel tempo aveva ancora osato fare esplicitamente. L'autore mostra anche una società in cui il denaro ed il potere riescono a garantire tutti i diritti, dove le donne vengono comprate e scambiate come fossero delle schiave ed obbligate a rimaner sottomesse dentro "gabbie dorate" al capriccio dei loro padroni. Dimostra infine che il sesso dei partner conta poco nella tirannia dei rapporti di potere all'interno d'una coppia.

## Edizioni italiane
- La fanciulla dagli occhi d'oro, Armando Gorlini, Milano, 1928.
- La ragazza dagli occhi d'oro, trad. Attilio Bertolucci, Collana Il Castello n.18, Guanda, Parma, 1946; Collana Per tutti n.171, Garzanti, Milano, 1969; Collana I grandi libri, Garzanti, 2004-2008.
  - La fanciulla dagli occhi d'oro, trad. A. Bertolucci, con uno scritto di Hugo von Hofmannsthal, Collana Piccola Biblioteca dell'Eros, SE, Milano, 1990, ISBN 88-7710-161-X.
- La ragazza dagli occhi d'oro, trad. Paola Masino, nota introduttiva di Giancarlo Marmori, Einaudi, Torino, 1977; a cura di Mariolina Bongiovanni Bertini, Appendice sulle metafore di Balzac, due saggi di Hugo von Hofmannsthal e Albert Béguin, Collana Einaudi Tascabili. Serie bilingue, Einaudi, 1993, ISBN 978-88-06-12816-6.
- La fanciulla dagli occhi d'oro, trad. Vera Salvago, Prefazione di Hugo von Hofmannsthal, L'Editore, Trento, 1990, ISBN 88-7165-030-1.
- La fanciulla dagli occhi d'oro, cura e trad. di Lucio Chiavarelli, Collana Tascabili Economici n.217, Roma, Newton Compton, 1995, ISBN 978-88-798-3922-8; Collana Grandi Tascabili Economici, Newton, 2012.
- La ragazza dagli occhi d'oro, trad. Angelita La Spada, Alia, Milano, 2010, ISBN 88-96321-06-9.